# Championnat du Salvador de football 1979
Navigation
Saison précédente Saison suivante
La Primera División 1979 est la vingt-neuvième édition de la première division salvadorienne.
Lors de ce tournoi, le Club Deportivo FAS a tenté de conserver son titre de champion du Salvador face aux onze meilleurs clubs salvadoriens.
Chacun des douze clubs participant était confronté deux fois aux onze autres équipes. Puis les quatre meilleurs se sont affrontés lors d'une phase finale à la fin de la saison.
Seulement deux places étaient qualificatives pour la Coupe des champions de la CONCACAF et quatre pour la Coupe de la Fraternité.

## Les 12 clubs participants
| \| CD Águila Alianza FC CD Atlético Marte CD Chalatenango CD Águila CD Dragon Club Deportivo FAS CD Independiente CD Luis Ángel Firpo Alianza FC CD Atlético Marte Once Municipal CD Platense Municipal CD Santiagueño Universidad Barrios \| Localisation des clubs engagés dans le championnat. |
| CD Águila Alianza FC CD Atlético Marte CD Chalatenango CD Águila CD Dragon Club Deportivo FAS CD Independiente CD Luis Ángel Firpo Alianza FC CD Atlético Marte Once Municipal CD Platense Municipal CD Santiagueño Universidad Barrios                                                           |

| Club                               | Stade                          | Capacité          | Ville             |
| CD Águila                          | Stade Juan Francisco Barraza   | 10 000            | San Miguel        |
| Alianza FC                         | Stade Cuscatlán                | 45 925            | San Salvador      |
| CD Chalatenango                    | Stade José Gregorio Martínez   | 15 000            | Chalatenango      |
| CD Dragon                          | Stade Juan Francisco Barraza   | 10 000            | San Miguel        |
| Club Deportivo FAS                 | Stade Oscar Quiteño            | 15 000            | Santa Ana         |
| CD Independiente                   | Stade inconnu                  | Capicité inconnue | San Vicente       |
| CD Luis Ángel Firpo                | Stade Sergio Torres            | 5 000             | Usulután          |
| CD Atlético Marte                  | Stade Cuscatlán                | 45 925            | San Salvador      |
| Once Municipal                     | Stade Simeón Magaña            | 5 000             | Ahuachapán        |
| CD Platense Municipal Zacatecoluca | Stade Antonio Toledo Valle     | Capacité inconnue | Zacatecoluca      |
| CD Santiagueño                     | Stade Leonidas Flores Cárdenas | Capacité inconnue | Santiago de María |
| Universidad Gerardo Barrios        | Complejo Deportivo España      | Capacité inconnue | Ciudad Barrios    |

## Compétition
La compétition se déroule en deux phases :
- La phase de qualification : les vingt-deux journées de championnat.
- La phase finale : les six journées de championnat supplémentaires entre les quatre meilleures équipes.

### Phase de qualification
Lors de la phase de qualification les douze équipes affrontent à deux reprises les onze autres équipes selon un calendrier tiré aléatoirement. 
Les quatre meilleures équipes sont qualifiées pour la phase finale de la compétition.
Le classement est établi sur l'ancien barème de points (victoire à 2 points, match nul à 1, défaite à 0).
Le départage final se fait selon les critères suivants :
- Le nombre de points.
- Un match d'appui pour départager les équipes.

#### Classement
| Rang | Équipe                             | Pts | J  | G  | N | P  | Bp | Bc | Diff |
| ---- | ---------------------------------- | --- | -- | -- | - | -- | -- | -- | ---- |
| 1    | Club Deportivo FAS (T)             | 31  | 22 | 13 | 5 | 4  | 48 | 18 | +30  |
| 2    | CD Águila                          | 31  | 22 | 11 | 9 | 2  | 32 | 16 | +16  |
| 3    | CD Santiagueño                     | 29  | 22 | 13 | 3 | 6  | 47 | 32 | +15  |
| 4    | CD Independiente                   | 27  | 22 | 11 | 5 | 6  | 37 | 32 | +5   |
| 5    | CD Platense Municipal Zacatecoluca | 25  | 22 | 11 | 3 | 8  | 36 | 30 | +6   |
| 6    | Alianza FC                         | 22  | 22 | 7  | 8 | 7  | 34 | 28 | +6   |
| 7    | CD Chalatenango (P)                | 18  | 22 | 8  | 2 | 12 | 32 | 36 | -4   |
| 8    | CD Atlético Marte                  | 20  | 22 | 6  | 8 | 8  | 45 | 32 | +13  |
| 9    | CD Luis Ángel Firpo                | 19  | 22 | 8  | 3 | 11 | 16 | 33 | -17  |
| 10   | CD Dragon                          | 18  | 22 | 6  | 6 | 10 | 23 | 36 | -13  |
| 11   | Universidad Gerardo Barrios        | 14  | 22 | 5  | 4 | 13 | 17 | 43 | -26  |
| 12   | Once Municipal                     | 8   | 22 | 3  | 4 | 15 | 24 | 55 | -31  |

| Légende : Qualifications et relégations | Légende : Qualifications et relégations                                           |
| --------------------------------------- | --------------------------------------------------------------------------------- |
|                                         | Coupe de la fraternité 1980 (ru) (Quarts de finale) Qualifié pour la phase finale |
|                                         | Coupe de la fraternité 1980 (ru) (Quarts de finale)                               |
|                                         | Qualifié pour la phase finale                                                     |
|                                         | Relégué en Segunda División                                                       |
|                                         | (T) : Tenant du titre (P) : Promu de la saison 1978                               |

### La phase finale
Lors de la phase finale les quatre équipes affrontent à deux reprises les trois autres équipes selon un calendrier tiré aléatoirement.
Le classement est établi sur l'ancien barème de points (victoire à 2 points, match nul à 1, défaite à 0).
Le départage final se fait selon les critères suivants :
- Le nombre de points.
- Un match d'appui pour départager les équipes.

#### Classement
| Rang | Équipe                 | Pts | J | G | N | P | Bp | Bc | Diff |
| ---- | ---------------------- | --- | - | - | - | - | -- | -- | ---- |
| 1    | CD Santiagueño         | 10  | 6 | 5 | 0 | 1 | 14 | 7  | +7   |
| 2    | CD Águila              | 8   | 6 | 4 | 0 | 2 | 14 | 8  | +6   |
| 3    | Club Deportivo FAS (T) | 6   | 6 | 2 | 2 | 2 | 11 | 12 | -1   |
| 4    | CD Independiente       | 1   | 6 | 0 | 1 | 5 | 9  | 21 | -12  |

| Légende : Qualifications et relégations | Légende : Qualifications et relégations                             |
| --------------------------------------- | ------------------------------------------------------------------- |
|                                         | Coupe des champions de la CONCACAF 1980 (2e Tour de qualification)  |
|                                         | Coupe des champions de la CONCACAF 1980 (1er Tour de qualification) |
|                                         | (T) : Tenant du titre                                               |

## Bilan du tournoi
| Tableau d'Honneur     |                |
| Compétition           | Vainqueur      |
| Primera División 1979 | CD Santiagueño |

| Qualifications continentales 1979-1980 |                                                        |
| Coupe des champions de la CONCACAF     | Qualifiés                                              |
| Deuxième tour de qualification         | CD Santiagueño                                         |
| Premier tour de qualification          | CD Águila                                              |
| Coupe de la Fraternité                 | Qualifiés                                              |
| Quarts de finale (ru)                  | Club Deportivo FAS CD Águila CD Santiagueño Alianza FC |

| Promotions et relégations   |                                    |
| Relégué en Segunda División | Universidad Barrios Once Municipal |
| Promu de Segunda División   | Once Lobos                         |